# Peřimov
Peřimov (en allemand : Perschimow) est une commune du district de Semily, dans la région de Liberec, en République tchèque. Sa population s'élevait à 273 habitants en 2021.

## Géographie
Peřimov est arrosée par la rivière Olšina, près de son point de confluence avec la Jizera, et se trouve à 5 km à l'ouest-nord-ouest de Jilemnice, à 9 km à l'est-nord-est de Semily, à 32 km au sud-est de Liberec et à 94 km au nord-est de Prague.
La commune est limitée par Víchová nad Jizerou au nord et au nord-est, par Mříčná au sud-est, par Košťálov au sud-ouest, et par Háje nad Jizerou à l'ouest.

## Histoire
La première mention écrite de la localité date de 1654.

## Transports
Par la route, Peřimov se trouve à 6 km de Jilemnice, à 13 km de Semily, à 52 km de Liberec et à 125 km de Prague.